# Tennikerfluh

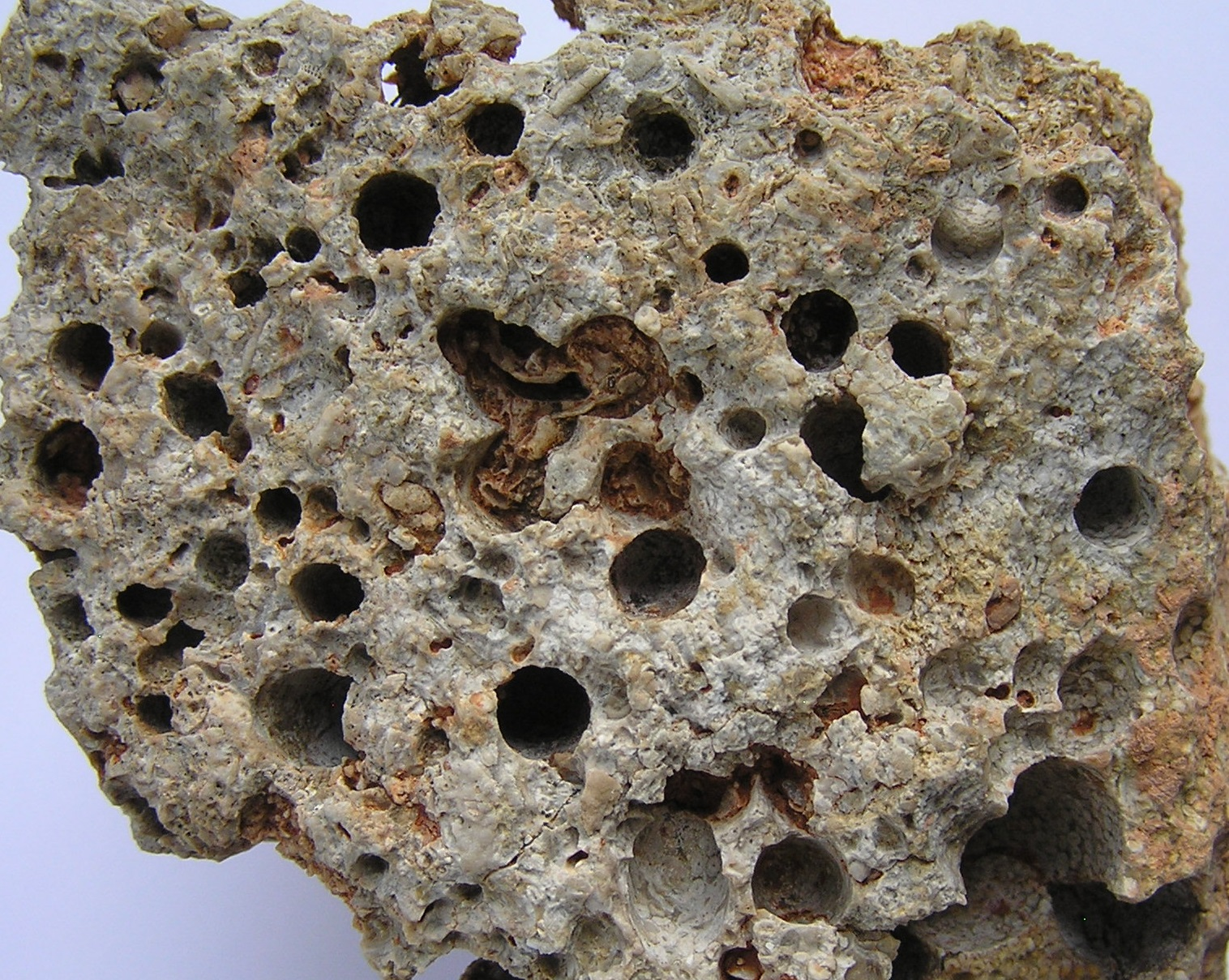
Bohrmuschelkalk
von der Basis der Tennikerfluh

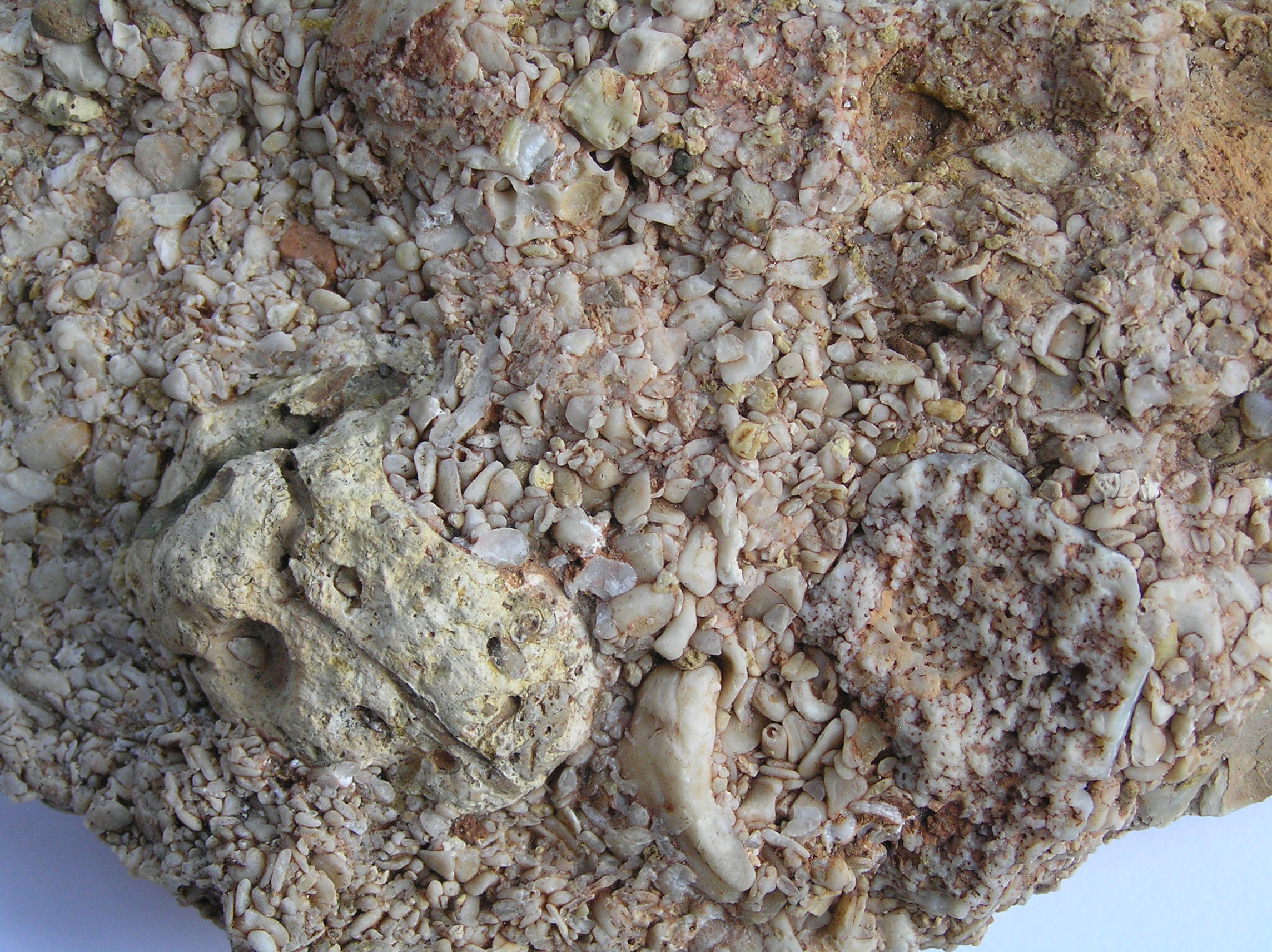
Muschelagglomerat von der Tennikerfluh

Die Tennikerfluh im Kanton Basel-Landschaft ist ein Muschelagglomerat, welches unter flachmarinen Bedingungen abgelagert wurde. Aufgrund der Fossilführung kann die Bildung in das Ottnangium (ca. 18,3 bis 17 mya) gestellt werden. Sie stellt eine der wenigen neogenen Relikte des Molassemeeres im Bereich des Tafeljuras dar.
Sowohl der Randengrobkalk des Hegaus als auch die Erminger Turritellenplatte bei Ulm-Ermingen stellen analoge Bildungen des Molassemeers dar.
Anmerkung

1. ↑  Der Name „Bohrmuschelkalk“ ist leicht irreführend. Anders als der sogenannte Trochitenkalk besteht er nicht wesentlich aus den Resten der namensgebenden Organismen. Vielmehr handelt es sich um Kalkstein, der von fossilen Bohrmuscheln besiedelt und von deren Wohnhöhlen durchlöchert wurde.